# Ferrari 458 MM Speciale
Ferrari 458 MM Speciale – supersamochód klasy średniej typu one-off wyprodukowany pod włoską marką Ferrari w 2016 roku.

## Historia i opis modelu

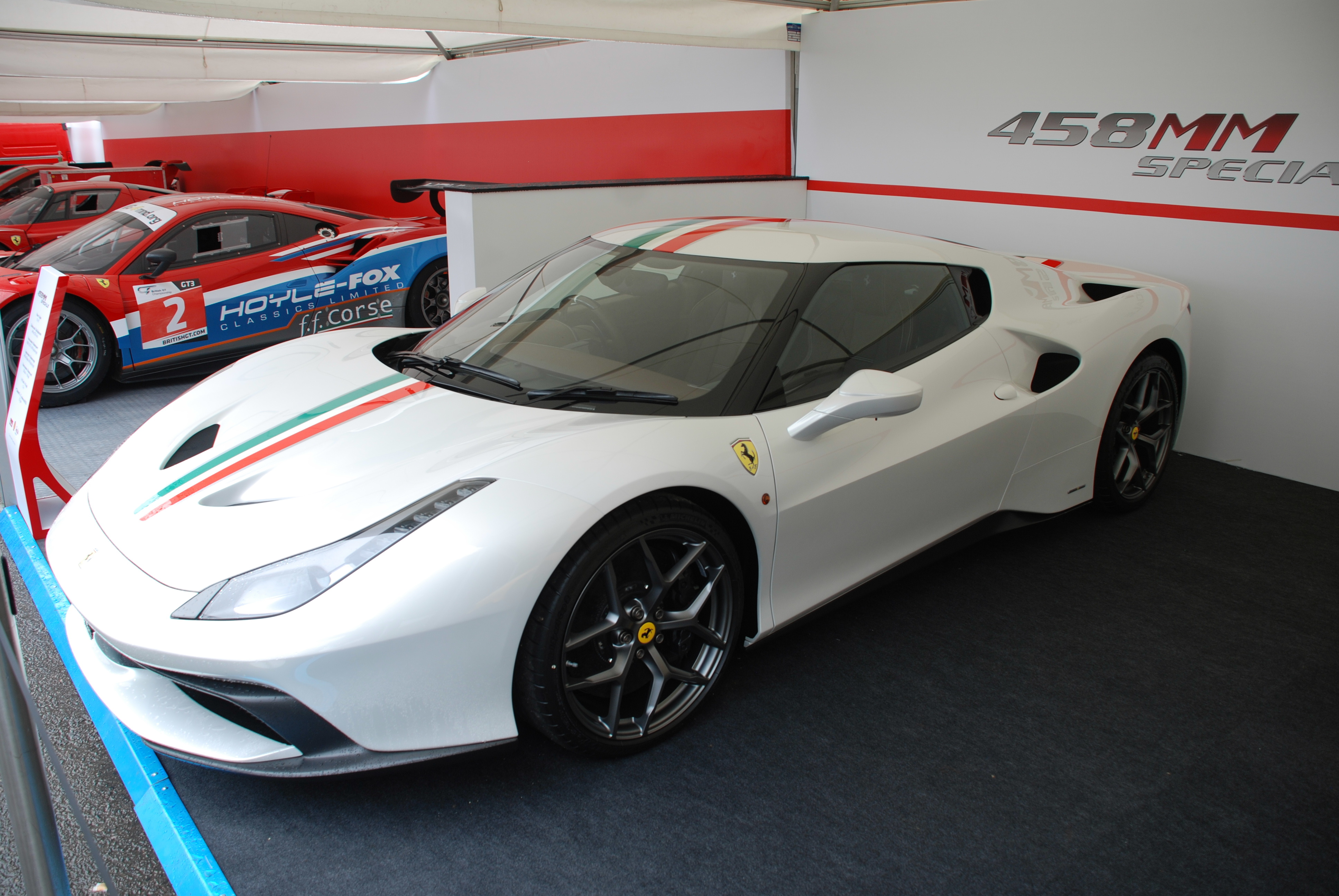
Ferrari 458 MM Speciale na Goodwood Festival of Speed 2016

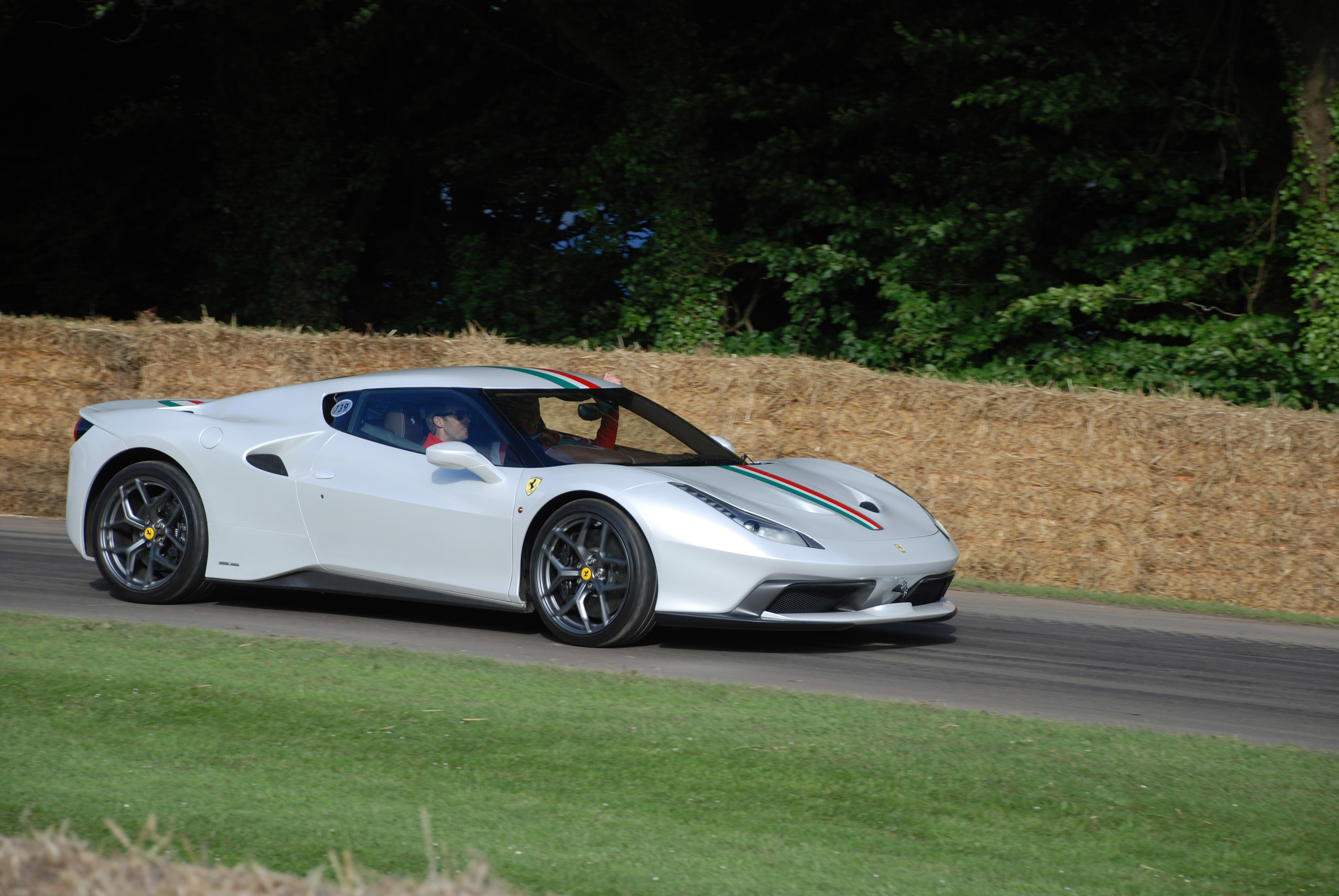
Ferrari 458 MM Speciale na Goodwood Festival of Speed 2016

Ostatniego dnia maja 2016 roku Ferrari zaprezentowało kolejny model ze specjalnej linii unikatowych produktów Special Products podczas wydarzenia na torze wyścigowym Fiorano, zbudowany na indywidualne zamówienie klienta. Za bazę do skonstruowania średniej wielkości coupé, wzorem wcześniejszych konstrukcji SP12 EC i Sergio, wykorzystany został model 458 Italia w wyczynowym wariancie Speciale. 
Pod kątem stylistycznym samochód zyskał tożsamą z oryginałem bryłę z obszernie przeprojektowanymi zderzakami, wlotami powietrza, przetłoczeniami i stylizacją tylnej części nadwozia. Karoseria pokryta została białym lakierem, który w połowie przeciął pas w kolorach włoskiej flagi narodowej. Do wykonania nadwozia 458 MM Speciale wykorzystano mieszankę aluminium z włóknem węglowym.
Do napędu unikatowego modelu Ferrari wykorzystany został centralnie umieszczony, wolnossący silnik V8 o pojemności 4,5 litra o mocy 605 KM i maksymalnym momencie obrotowym 540 Nm. Przenosząca napęd na tylną oś jednostka została połączona z 7-biegową, automatyczną przekładnią dwusprzęgłową.

### Sprzedaż
Podobnie jak większość konstrukcji z serii Special Products, Ferrari 458 MM Speciale zbudowane zostało w jednym egzemplarzu na specjalne zamówienie nabywcy z Wielkiej Brytanii. Podczas rozwoju projektu konsultował on osobiście z zespołem Ferrari m.in. kolory i fakturę materiałów, które zostały wykorzystane do wykończenia kabiny pasażerskiej.

### Silnik
- V8 4.5l 605 KM